# Lac Devlin
Lac Devlin är en sjö i Kanada.   Den ligger i regionen Abitibi-Témiscamingue och provinsen Québec, i den sydöstra delen av landet, 300 km nordväst om huvudstaden Ottawa. Lac Devlin ligger 310 meter över havet. Arean är 12,6 kvadratkilometer. Den sträcker sig 7,6 kilometer i nord-sydlig riktning, och 6,1 kilometer i öst-västlig riktning.
I omgivningarna runt Lac Devlin växer i huvudsak blandskog. Trakten runt Lac Devlin är nära nog obefolkad, med mindre än två invånare per kvadratkilometer.